# 토규
토규(闘牛)는 오키나와현 일대와 일부 다른 일본 지역(이와테현, 니가타현, 에히메현 등)에서 실시되는 소싸움이다. 한자로는 투우와 같지만, 한국의 소싸움처럼 소와 소가 싸우는 경기이다.

## 같이 보기
- 소싸움
- 동물권